# العلاقات الهندية المالطية
العلاقات الهندية المالطية هي العلاقات الثنائية التي تجمع بين الهند ومالطا.

## مقارنة بين البلدين
هذه مقارنة عامة ومرجعية للدولتين:
| وجه المقارنة                                              | الهند                       | مالطا                                                     |
| --------------------------------------------------------- | --------------------------- | --------------------------------------------------------- |
| المساحة (كم2)                                             | 3.29 مليون                  | 316                                                       |
| عدد السكان (نسمة)                                         | 1.35 مليار                  | 465.29 ألف                                                |
| الكثافة السكانية (ن./كم²)                                 | 410.33                      | 147.24 ألف                                                |
| العاصمة                                                   | نيودلهي                     | فاليتا                                                    |
| اللغة الرسمية                                             | اللغة الهندية، لغة إنجليزية | اللغة المالطية، لغة إنجليزية                              |
| العملة                                                    | روبية هندية                 | يورو، ليرة مالطية                                         |
| الناتج المحلي الإجمالي (بليون دولار)                      | 2.60 تريليون                | 12.54 مليار                                               |
| الناتج المحلي الإجمالي (تعادل القوة الشرائية) بليون دولار | 8.00 تريليون                | 14.68 مليار                                               |
| الناتج المحلي الإجمالي الاسمي للفرد دولار أمريكي          | 1.60 ألف                    | 22.60 ألف                                                 |
| الناتج المحلي الإجمالي للفرد دولار أمريكي                 | 5.70 ألف                    |                                                           |
| مؤشر التنمية البشرية                                      | 0.609                       | 0.839                                                     |
| رمز المكالمات الدولي                                      | +91                         | +356                                                      |
| رمز الإنترنت                                              | .in، .भारत ‏، .بھارت ‏،        | .mt                                                       |
| المنطقة الزمنية                                           | ت ع م+05:30، توقيت الهند    | توقيت وسط أوروبا، ت ع م+01:00، ت ع م+02:00، أوروبا/مالطا ‏ |

## منظمات دولية مشتركة
يشترك البلدان في عضوية مجموعة من المنظمات الدولية، منها:
| علم المنظمة | اسم المنظمة                        | تاريخ انضمام الهند | تاريخ انضمام مالطا |
| ----------- | ---------------------------------- | ------------------ | ------------------ |
|             | يونسكو                             | 4 نوفمبر 1946      | 10 فبراير 1965     |
|             | الفريق المعني برصد الأرض           | ?                  | ?                  |
|             | مؤسسة التمويل الدولية              | 20 يوليو 1956      | 1 يونيو 2005       |
|             | منظمة حظر الأسلحة الكيميائية       | ?                  | ?                  |
|             | منظمة التجارة العالمية             | 1995               | ?                  |
|             | وكالة ضمان الاستثمار متعدد الأطراف | 6 يناير 1994       | 12 سبتمبر 1990     |
|             | الاتحاد البريدي العالمي            | ?                  | ?                  |
|             | الاتحاد الدولي للاتصالات           | 1869               | 1965               |
|             | منظمة الشرطة الجنائية الدولية      | ?                  | ?                  |
|             | الأمم المتحدة                      | 30 أكتوبر 1945     | 1 ديسمبر 1964      |
|             | البنك الدولي للإنشاء والتعمير      | 27 ديسمبر 1945     | 26 سبتمبر 1983     |
|             | المنظمة الهيدروغرافية الدولية      | ?                  | ?                  |
|             | دول الكومنولث                      | 15 أغسطس 1947      | ?                  |

## وصلات خارجية
- موقع وزارة الخارجية الهندية
- موقع وزارة الخارجية المالطية